# Sollngriesbach

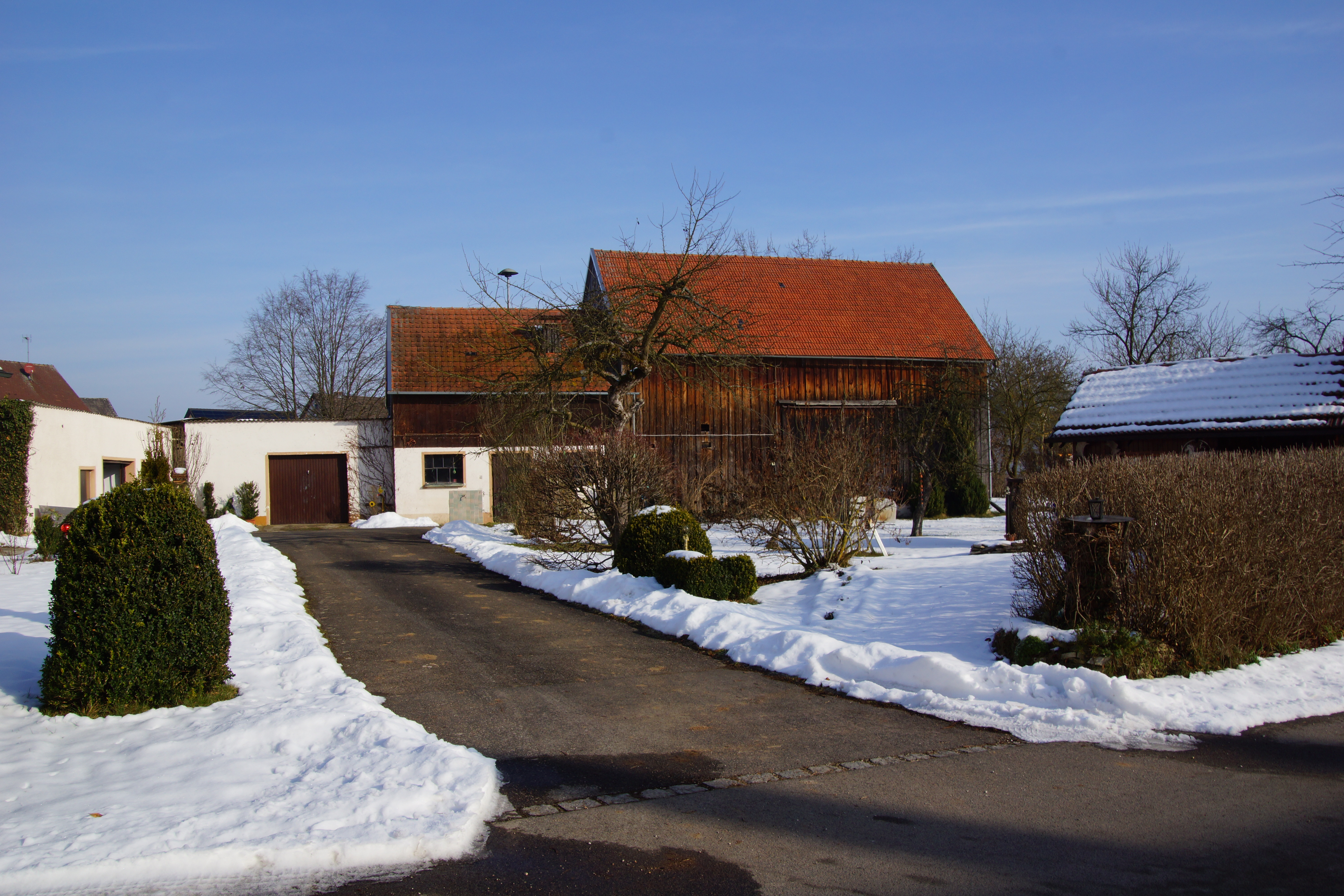
Sollngriesbach bei Berching

Sollngriesbach ist ein Gemeindeteil der Stadt Berching im Landkreis Neumarkt in der Oberpfalz. Das Kirchdorf liegt nördlich von Berching und westlich des Main-Donau-Kanals, der Sulz, der Bundesstraße 299 und des Ludwig-Donau-Main-Kanals. Der Ort wird vom Kirchenbach durchflossen. Die Kirche St. Nikolaus ist eine Filiale von Berching.

## Geschichte
1198 wurde Sollngriesbach in einer Urkunde von Bischof Hartwig von Grögling-Dollnstein erstmals erwähnt. Zwischen dem 11. und dem 14. Jahrhundert lebten die Herren von Hohenbrunnen auf der Burg. Die Dorfkirche fand ihre erste Erwähnung 1448. Im 13. und 14. Jahrhundert wurde der Ort als Grispach, Griezpach oder auch Grisbac bezeichnet. 1495 lebten zwischen 70 und 80 Personen in Sollngriesbach. Ab dem 15. Jahrhundert tauchen die Zusätze Salm und Saln auf.
Am 1. Juli 1972 wurde die Gemeinde Sollngriesbach mit ihrem Gemeindeteil Grubmühle nach Berching eingemeindet.
In die amtliche Denkmalliste sind neben der Kirche St. Nikolaus sieben weitere Objekte eingetragen.